# Gornje Viljevo
Gornje Viljevo is een plaats in de gemeente Nova Bukovica in de Kroatische provincie Virovitica-Podravina. De plaats telt 53 inwoners (2001).